# Maptyelus
Maptyelus is een geslacht van halfvleugeligen uit de familie Aphrophoridae. De wetenschappelijke naam van dit geslacht is voor het eerst geldig gepubliceerd in 1942 door Matsumura.

## Soorten
Het geslacht Maptyelus  is monotypisch en omvat slechts de volgende soort:
- Maptyelus depressus Matsumura, 1942